# Liste der Wüstungen im Eichsfelder Teil des Unstrut-Hainich-Kreises
Diese Liste führt die Wüstungen in dem zum historischen Eichsfeld gehörenden Orten des Unstrut-Hainich-Kreises auf. Die südlichen und südöstlichen Gebiete des Eichsfeldes gehörten ab 1815 zum preußischen Kreis Mühlhausen, 1952 zum Kreis Mühlhausen im Bezirk Erfurt und seit 1994 zum Unstrut-Hainich-Kreis in Thüringen. Das Eichsfeld gehörte zu den wüstungsreichsten Gebieten im Heiligen Römischen Reich, etwa 288 erhalten gebliebenen Orten oder Siedlungen stehen über 530 Wüstungen gegenüber. Auch für den ehemaligen Kreis Mühlhausen sind ungefähr 105 Wüstungen bekannt, wovon ein großer Teil auf des Eichsfeld und seine angrenzenden Bereiche entfällt, sowie auf das Vorland des Hainichs.

## Historische Hintergründe
Besiedelt wurden die südliche Region des Eichsfeldes insbesondere nach der Völkerwanderungszeit zunächst durch thüringische Volksgruppen. Nach der Zerschlagung des Thüringer Königreiches geriet dieser Teil Thüringens unter fränkischen Einfluss, einzelne Franken und auch Wenden wurden hier sesshaft.
In der späteren Besiedlungsphase des Eichsfeldes wurden dann größere Waldgebiete gerodet und zahlreiche kleine Dörfer oder Siedlungen gegründet. Bis ins 15. Jahrhundert sind viele dieser Orte aufgegeben worden, insbesondere nach kriegerischen Auseinandersetzungen im Spätmittelalter, aber auch auf Grund unzureichender Lebensbedingungen insbesondere in Höhenlagen des Eichsfeldes. Die Bewohner zogen dann meist in benachbarte und größere Dörfer, die mehr Schutz boten, die Gemarkung dieser Orte wurde dann meist auch diesen Orten zugeschlagen.

## Liste der Wüstungen
Die Liste erhebt keinen Anspruch auf Vollständigkeit, da von vielen Ortsnamen nur wenige Urkunden oder Belege vorliegen. Bei einigen Wüstungsnamen ist nicht sicher, ob es sich um reine Ortswüstungen oder um Flurwüstungen handelt. Nicht aufgeführt werden Orte, die aufgegeben wurden und später unter gleichem Namen wieder neu besiedelt wurden, sowie aufgegebene Burganlagen. Für weitere Wüstungsorte ist die geographische Lage nicht bekannt (?).
Das Datum der Ersterwähnung ist daher typischerweise kein Gründungsdatum, die Gründung erfolgte früher. Noch ungenauer ist die Datierung der Aufgabe der Wüstung; der Zeitpunkt ist meistens nur dadurch abzuschätzen, dass der Ortsname ab einem bestimmten Zeitpunkt nicht mehr in Urkunden vorkommt. Typisch ist die Vielfalt an Schreibweisen, die sich Laufe von Jahrzehnten und Jahrhunderten änderten. Eine genaue Zuordnung von historischen Ortsnamen in alten Urkunden zu heutigen Dörfern ist daher nicht immer sicher gewährleistet.
| Name           | Lage                              | Ersterwähnung                                                      | Beginn des Wüstliegens | Bemerkungen                                                                                             | Bild |
| -------------- | --------------------------------- | ------------------------------------------------------------------ | ---------------------- | --- | ---- |
| Brandenburg    | Beberstedt                        |                                                                    |                        | unklare Höhensiedlung                                                                                   |      |
| Breitenbich    | Zella                             | 1250                                                               |                        | Kirchdorf nordwestlich vom Gut Breitenbich (Heiligenstädter Wiese) zu unterscheiden vom Gut Breitenbich |      |
| Clywenrode     | ?Lengenfeld unterm Stein          |                                                                    | 1326                   | |      |
| Germerode      | Zella                             | 1276                                                               |                        | |      |
| Goyberg        | Hildebrandshausen                 |                                                                    | 1350                   | |      |
| Gozerode       | Lengenfeld unterm Stein           | 1269                                                               | 13. Jh.?               | |      |
| Grabekulle     | Faulungen                         |                                                                    | 14. Jh.?               | |      |
| Grünrode       | Wendehausen, Katharinenberg       |                                                                    | 1381                   | |      |
| Kesslingerode  | Hildebrandshausen, Katharinenberg |                                                                    |                        | |      |
| Neubertshausen | Diedorf                           |                                                                    |                        | |      |
| Reichensachsen | Heyerode                          |                                                                    |                        | |      |
| Rosenhagen     | Zella, Silberhausen               | 1378                                                               | um 1300                | Waldfur Rosenhagen                                                                                      |      |
| Rumerode       | Diedorf                           | 1294 (Rumderode)                                                   | 16. Jh.                | |      |
| Scharfloh      | Wendehausen                       | 1276 (Seyhusen)                                                    | 1972ff                 | Gut Scharfloh wegen Grenznähe abgerissen                                                                |      |
| Sifterode      | Katharinenberg, Wendehausen       | 1407 (Siebolderode)                                                | 1536                   | |      |
| Stadt Stein    | Lengenfeld unterm Stein           | 1269 (plebus in lapide) bzw. (castrum et oppidum sten apud hegene) | 14. Jh.                | Die Georgskapelle wurde ab 1708 abgebrochen.                                                            |      |
| Tesfeld        | Beberstedt, Horsmar               | 1265                                                               | 16. Jh.                | |      |
| Wintersdorf    | Hildebrandshausen                 |                                                                    | 1354 (Winthersdorff)   | |      |
| Wolferode      | Beberstedt                        |                                                                    | um 1300                | |      |
| Wosart         | Zella, Helmsdorf                  | 16. Jh.                                                            | 1326                   | Kirchdorf                                                                                               |      |

## Weitere wüst gelegene Orte
Für folgende Orts- oder Flurwüstungen liegen nur unzureichende Informationen vor: Rosenhagen (bei Zella), Eichelrode (bei Bickenriede), Ellenwarderode (Bickenriede/Küllstedt). Weitere Orte waren nur zeitweilig wüst und wurden später wieder aufgebaut und existieren noch heute: Hildebrandshausen, Breitenbich, Schönberg.
Nach Errichtung der Innerdeutschen Grenze wurden folgende Siedlungen und Höfe im Grenzgebiet, die nicht unmittelbar zum historischen Eichsfeld gehörten, aber in der heutigen Gemeinde Südeichsfeld liegen, geräumt und abgebrochen: Karnberg, Kleintöpfer und Gasthaus zur „Guten Hoffnung“ bei Schierschwende.